# Jarosław Juszkiewicz
Jarosław Juszkiewicz (ur. 15 kwietnia 1971 w Katowicach) – polski dziennikarz radiowy i lektor.

## Życiorys
W latach 1991–2021 był dziennikarzem Polskiego Radia Katowice. W latach 1992–1998 współpracował z sekcją polską BBC. 23 stycznia 2022 rozpoczął pracę w Radiu 357.
Jest autorem radiowych audycji dokumentalnych i edukacyjnych. Współpracuje z Planetarium Śląskim im. Mikołaja Kopernika w Chorzowie.
Od listopada 2007 do października 2008 był doradcą wicemarszałek Senatu RP Krystyny Bochenek.
W latach 2006–2017 był wykładowcą na Wydziale Nauk Społecznych Uniwersytetu Śląskiego oraz Dziennikarstwa i Komunikacji Społecznej Uniwersytetu Ekonomicznego w Katowicach.
Jest właścicielem studia lektorskiego Polish Voices. W 2007 użyczył swojego głosu w nawigacji Mapy Google. 22 maja 2020 jego głos w aplikacji został zastąpiony syntezatorem mowy znanym z Asystenta Google, jednak po protestach użytkowników Google siedem dni później głos Juszkiewicza wrócił do nawigacji. 23 października 2024 głos Juszkiewicza w aplikacji ponownie został zastąpiony syntezatorem mowy, działającym na zasadzie sztucznej inteligencji.
Jako lektor użycza głosu aplikacji Yanosik.pl, filmów instruktażowych marki BMW czy w dziale obsługi klienta firmy komputerowej Lenovo.
Został ambasadorem Śląskiego Festiwalu Nauki.
Od 2020 prowadzi własny kanał w serwisie YouTube.
W 2025 roku nakładem wydawnictwa Helion ukazała się jego pierwsza książka "Kosmos - wyznaczam nową trasę"

## Najważniejsze audycje
- Podbój kosmosu – nauka czy polityka?
- 13 brudnych wojen XX wieku
- Portrety XX wieku
- Ich pięć minut w historii
- Czas zatrzymany dźwiękiem
- Słoneczna Republika
- Oszukać Śmierć
- 14 Kroków do Internetu[18]
- Stadion Śląski – Potęga Emocji[19]
- Wspomnienia z Przyszłości[20]
- „Nasza w tym głowa”[21]
- „Czas Nadziei – Powstania Śląskie”
- „Boskie Równanie”[22]
- „Światy Lema”[23]
- „Pionierzy Medycyny”[24]
- "Prekursorzy - 20 wizji lepszego świata"[25]
- "Kieruj się w kosmos"[26]

## Audycje cykliczne
- WWW – Wirtualny Wtorkowy Wieczór
- Nauka na UKF-ie
- Alicja w Krainie Garów
- Zaspany trębacz
- Lubię to!
- „Rzecz Technologiczna”[27]

### Reportaże
- Psy II*
- Odyseja kosmiczna 2018
- Mamy Cię!
- Uznany za niewinnego
- Tu mówił Londyn

### Seanse w Planetarium Śląskim
- Wyścig na Księżyc – marzenia i polityka
- Czy jest tam kto?
- Kosmiczne Głazy
- Kometa nad Szwajcarską Doliną
- Heweliusz i Ja
- Gwiazda Betlejemska
- Podróż Małego Księcia
- Szepty Kosmosu
- Światy Niemożliwe
- Gwiazdy dla opornych – gdy nie było GPS
- Z wizytą u Pana Twardowskiego
- Wokół Księżyca[28]
- Przy ulicy Astronomów[29]
- Miriady parseków kosmicznej podróży[30]

### Książki
- "Kosmos - wyznaczam nową trasę"[31]

## Nagrody
- Wyróżnienie w Ogólnopolskim Konkursie Audycji Edukacyjnych (1999)
- Wyróżnienie w Konkursie Stypendialnym im. Jacka Stwory (2004)[3]
- Nagroda Ministra Ochrony Środowiska (2005)
- Nagroda Parlamentu Studenckiego Uniwersytetu Ekonomicznego w Katowicach „Złote Pióro” dla najlepszego prowadzącego w kategorii „Innowator” (2014)[32]
- III Nagroda w Konkursie Dziennikarskim Silesia Press 2018 za cykl audycji dokumentalnych o Stadionie Śląskim[33]
- III Nagroda w Konkursie Dziennikarskim Silesia Press 2019 za cykl audycji dokumentalnych „Nasza w tym głowa”[34]
- Główna Nagroda w Konkursie Dziennikarskim Silesia Press 2021 za cykl audycji dokumentalnych „Boskie Równanie”[35]
- Nagroda Best Empik Audio 2024 w kategorii "Ludzie i świat" za podcast "Kieruj się w kosmos"[36]
- Nagroda Best Stream Awards 2023 w kategorii Audycja radiowa w streamingu – nauka/technologia za audycję "Rzecz Technologiczna"[37]
- Nagroda Best Stream Awards 2024 w kategorii Podcast Nowe Technologie za audycję "Rzecz Technologiczna"[38]

## Odznaczenia
- 4 grudnia 2012 odznaczony przez Prezydenta RP Bronisława Komorowskiego Srebrnym Krzyżem Zasługi.